# Ceratozamia hondurensis
{{#ifeq:0|0|{{#if:|{{#if:Ceratozamiahondurensis|[[]}}|}}}}
Ceratozamia hondurensis — вид голонасінних рослин класу саговникоподібні (Cycadopsida).

## Опис
Чагарник, зі стеблом 15–25 см. Листки довгі, 1,4–2,8 м; молодші мають світлий колір і вкриті світлою ворсою, в той час як старі голі і темно-зелені. Фрагменти листків асиметричні, 24–30 см в довжину і 9–13 см завширшки; кожна рослина має 6 до 16 пар. Чоловічі шишки веретеновиді 27–35 см в довжину і 4–5 см в діаметрі. Жіночі шишки 18–21 см і шириною 10–12,5 см. В обох стебла повстяні. Насіння має сферичну форму; 2–2.5 см, саркотеста біла на початковому етапі, стає коричневою в зрілості.

## Поширення, екологія
Цей вид поширений в лісах хребта Кордильєра-Номбре-де-Діос, у департаменті Атлантида, Гондурас. Зростає між 20 і 600 метрів над рівнем моря, в підліску тропічних лісів. Віддає перевагу ґрунтам, багатим гумусом, на гранітному субстраті, і головним чином кислим. 

## Загрози та охорона
Через свою красу, цей вид є предметом великого попиту на нелегальному ринку тропічних рослин. Ще одна загроза виходить від руйнування середовища проживання людиною.